# Posta raccomandata
Posta raccomandata è il nome attribuito alle spedizioni postali che usufruiscono del servizio accessorio di raccomandazione.

## Storia
Il servizio della raccomandata postale nasce intorno al 1600 per indicare un oggetto la cui spedizione viene numerata e annotata su un apposito registro, al fine di seguirne ogni spostamento.
In Italia fino al 1862 tale servizio venne definito come "assicurata" ma in Toscana si indicò "per consegna". 
Successivamente la dicitura univoca "raccomandata" venne introdotta insieme alla riforma postale del 1863, con la contestuale nascita dell'ente Regie Poste.

## Descrizione e utilizzo
Tale servizio postale prevede una varietà di specifiche raccomandate suddivise per priorità e importanza ma consiste soprattutto nel numerare univocamente le spedizioni e di annotare tale numerazione su appositi registri al fine di ridurre al minimo i rischi di smarrimento o furto.
La spedizione mediante raccomandata è generalmente impiegata per invio di documenti o comunicazioni ufficiali, poiché il destinatario è identificato con certezza ed è chiamato a firmarne l'avvenuta ricezione ma in molti casi può altresì delegare al ritiro un proprio familiare o un incaricato. 
Sottrarre, rubare o aprire indebitamente una raccomandata da parte di chiunque, come qualsiasi altro oggetto postale, costituisce un grave reato punito secondo termini di legge indicati dal Codice di Procedura Penale. 
Il suo eventuale e malaugurato smarrimento da parte dell'ente postale incaricato del suo recapito prevede altresì l'inoltro di una relativa denuncia alle autorità competenti e di ordine pubblico.

## Nel mondo

Cartolina raccomandata inglese, con francobolli di Re Edoardo VII.

Servizio in uso in tutti i paesi del mondo, anche in periodo di guerra, le buste e i pacchi raccomandati sono stati testimoni di numerosi avvenimenti storici, e proprio per la loro "registrabilità" sono stati i documenti postali più usati nei voli intercontinentali e nei viaggi difficoltosi attraverso l'Africa, nelle Americhe, in uso regolare dall'Antartide fino alla più remota città della Cina.
In vari formati e usi che variano da stato a stato, la posta raccomandata ha sempre la sua fondamentale importanza, anche per validare concorsi, spedire documenti, foto, assegni, in sicurezza. Sono stati stampati in tutti gli stati appositi talloncini per identificare l'oggetto raccomandato, con in genere una grande "R" e il numero della raccomandata. Alcune imprese postali offrono tipi di servizi differenziati, a scelta del cliente.

### Germania
Con la Deutsche Post il cliente può scegliere se spedire una raccomandata da un ufficio postale o direttamente da una cassetta postale, In quest'ultimo caso si applica un contrassegno numerato precedentemente acquistato e la spedizione sarà tracciabile dal momento in cui viene identificata nel centro meccanizzato postale. Anche per la consegna il mittente può scegliere tra diversi livelli di servizio: raccomandata consegnata nella cassetta delle lettere con consegna registrata dal postino stesso, consegnata alla porta a persona preposta oppure consegnata solo al destinatario personalmente dietro identificazione dello stesso. In questo modo, a prezzi differenti, il cliente può scegliere il servizio più adatto al suo scopo. Infatti può scegliere tra una tracciabilitá completa con valore legale e, qualora questa non fosse indispensabile, vari livelli di protezione inferiori che comunque forniscono garanzie contro perdite e disguidi.

### Italia
In uso praticamente da sempre la posta raccomandata oggi si è evoluta, poiché è diventata un tipo di spedizione tracciabile, cioè la si può identificare online, scoprendo dove si trova in tempo reale, attraverso il codice alfanumerico riportato sul pacco.
Il servizio postale raccomandato offerto dalle Poste Italiane, richiede per essere portato a destinazione dai tre ai cinque giorni lavorativi.

La posta raccomandata si spedisce dagli uffici postali e quando arriva a destinazione deve essere consegnata al destinatario o al preposto alla ricezione. Nel caso di assenza del destinatario l'incaricato alla consegna deve lasciare presso l'indirizzo del destinatario un avviso di giacenza nel quale indica orario, sede e modalità di ritiro.
Un piccolo plico di fogli può inoltre essere spedito, sempre tramite il servizio postale, senza busta: si tratta della Raccomandata in Foglio. La modalità è semplice: una volta piegato il plico lasciando un foglio bianco all'esterno, si scrivono gli indirizzi di mittente e destinatario come si farebbe con la busta; ci si reca presso un qualsiasi ufficio postale per la pesatura e l'applicazione del tagliando di raccomandata direttamente sul plico. In questo modo, il mittente è sicuro che non possano verificarsi contestazioni sul contenuto della spedizione, dato che il contenuto è, per così dire, "esposto".
La Raccomandata in Foglio, con l'avvento dei computer, è stata declinata anche in una versione telematica, la raccomandata online, che ha pieno valore in sede giudiziale.
Con le sentenze della Suprema Corte di Cassazione n. 10021/2005 e 4482/2015 l'onere della prova del contenuto della spedizione è stato invertito in capo al mittente, che non potrà più dimostrare la certezza del contenuto con la raccomandata senza busta, se non per intervento di un Pubblico Ufficiale che attesta il contenuto in fase di accettazione allo sportello postale. In senso opposto, varie sentenze pongono l'onere della prova del contenuto a carico del ricevente (Sentenza n° 10388 del 13 Maggio 2014).
La raccomandata semplice e A/R (con avviso di ricevimento), oltre ai destinatari, possono essere inviate per conoscenza ad altri indirizzi. La raccomandata a mano, invece, prevede la consegna diretta da parte del mittente, o da persona di sua fiducia, al destinatario. In questo caso, la modalità prevede la stesura del documento, firmato in originale, che verrà consegnato al destinatario. Una copia fotostatica di tale documento viene utilizzata come ricevuta e fatta firmare in calce dal destinatario, indicando, inoltre, la data di ricevimento. Anche in questo modo, il mittente è tutelato sul contenuto della spedizione, ma non avrà valore legale nei confronti di terzi.
Oltre alla normale Posta raccomandata esisteva fino agli '80-'90 la raccomandata espressa, busta in viaggio identificata con l'apposito talloncino di priorità sulle altre buste raccomandate, ed era in uso anche la raccomandata con assegno, contenente assegno postale, identificata con un talloncino arancione bilingue (italiano-francese). Attualmente, sono state sostituite rispettivamente da "raccomandata veloce", commercializzata come raccomandata1, e "raccomandata in contrassegno".
Esiste anche l'equivalente digitale della posta raccomandata: la posta elettronica certificata (PEC) che la normativa italiana accetta come pienamente equivalente alla raccomandata postale.
Da alcuni anni, come tutti gli altri servizi postali, la posta raccomandata è un servizio offerto anche dagli operatori postali privati che hanno conseguito un'autorizzazione del Ministero dello Sviluppo Economico. Le garanzie di legge sono le stesse di quelle offerte da Poste italiane.
La raccomandata A/R è utilizzata per tutte le comunicazioni ufficiali, quali notifica di contratti fra privati, provvedimenti della pubblica amministrazione, recapito di atti giudiziari (avvisi di garanzia, mandati di comparizione, ecc.) e fra le parti legali, qualsiasi comunicazione prevista per legge. Infatti, l'onere della prova dell'invio e ricezione grava su chi ha l'obbligo di legge (il mittente), e ricevuta di invio e di ritorno firmata costituiscono prova con valore legale di questo adempimento. Ricevuta di invio e di ritorno sono tracciate dal sistema informatico del fornitore di servizi postali (es. Poste Italiane), per cui, in caso di smarrimento del cartaceo, è possibile chiedere un duplicato con valore legale equivalente.
La raccomandata plico è un particolare tipo di raccomandata inviata senza busta, in modo tale da certificare anche il contenuto, oltre all'indirizzo del mittente e del destinatario, del luogo e della data di invio. 

L'onere della prova del contenuto è di norma a carico del mittente, che può ulteriormente tutelarsi scattando una fotografia del plico timbrato dall'ufficio postale, prima dell'invio.
Un valore probatorio simile anche rappresentato dalla ricevuta di invio del fax con anteprima della prima pagina, contenente informazioni identificative del documento (ad esempio: mittente, destinatario, oggetto, data e firma, sintesi e numero di pagine).
A marzo del 2020, l'invio di raccomandate relative alle procedure giudiziarie e amministrative, incluse le cartella esattoriali, è di esclusiva competenza di Poste Italiane, secondo quanto previsto D.Lgs. n. 261/1999 e ribadito dalla Cassazione con ordinanza n. 7156/2016, rendendo nulle ("inesistenti" nel testo del documento) le notifiche effettuate mediante differenti vettori postali privati.
Nel settembre 2024 Poste Italiane ha annunciato l'intenzione di dismettere questo servizio a partire dal 2026 poiché la gestione del servizio universale è antieconomica.